# Pharneuptychia romanina
Pharneuptychia romanina är en fjärilsart som beskrevs av Felix Bryk 1953. Pharneuptychia romanina ingår i släktet Pharneuptychia och familjen praktfjärilar. Inga underarter finns listade i Catalogue of Life.